# Bernartice (tvrz)
Bernartice jsou tvrz či zámek ve stejnojmenné vesnici u Stráže v okrese Tachov v Plzeňském kraji. Tvrz nejméně od čtrnáctého století sloužila jako vrchnostenské sídlo malého panství a ve druhé polovině šestnáctého století byla přestavěna v renesančním slohu. Během sedmnáctého až osmnáctého století svou sídelní funkci ztratila a byla upravena pro potřeby přilehlého dvora. Budova tvrze je chráněna jako kulturní památka.

## Historie
První písemná zmínka o bernartické tvrzi pochází z roku 1413 a nachází se v soupisu majetku tehdy zemřelého Jana z Bernartic. Po něm ji zdědili Beneda z Volfštejna a Martin z Ostroměře. Martinův syn Jan na tvrzi sídlil ještě v roce 1431. Od roku 1459 patřila vesnice s tvrzí rytířskému rodu Purkartů z Hořešovic. Patrně oni nechali postavit pozdně gotickou tvrz, která se částečně dochovala obklopená mladším zdivem. Po nich ji v roce 1553 nebo 1544 získali Merklínští z Merklína. Posledním z nich v Bernarticích byl Purkart Merklínský, který zemřel roku 1626 a zadlužený statek koupili Kocové z Dobrše. Podle Miloslava Bělohlávka panství od Merklínských z Merklína koupil až v roce 1639 Diviš Koc z Dobrše, přičemž měla být tvrz zmíněna naposledy. Další majitelé vsi se rychle střídali a tvrz měla během jejich správy zaniknout.
Roku 1732 vesnici koupili Löwensteinové, kteří ji připojili ke svému borskému panství. Teprve tehdy tvrz definitivně ztratila funkci vrchnostenského sídla. Její budovy poté sloužily k ubytování správce dvora a jako sýpky. Od poloviny dvacátého století část budovy sloužila jako příležitostné soukromé rekreační sídlo.

## Stavební podoba
Jádrem budovy je gotický palác s ohradní zdí nádvoří. Jeho zdivo se dochovalo v jihozápadním křídle a bývalá hradba tvoří nádvorní zdi severovýchodního a jihovýchodního křídla. Během renesančních úprav přibyla okolo malého dvora další tři křídla, v jejichž severním a jižním nároží stály subtilní polygonální věže. Přibližné datování přestavby umožnilo dendrochronologické datování dřeva stropnic v přízemí jižního křídla. Stromy použité na jejich výrobu byly pokáceny v letech 1584–1587. Omítky tvořilo jednoduché kvádrové sgrafito a celou budovu obklopoval vyzděný příkop, patrný do konce osmnáctého století.
Podobu tvrze před rokem 1634 zachytil malíř na obrazu uloženém na horšovskotýnském zámku. Tvrz je na něm zobrazena jako trojkřídlá budova s baštou a ohradní zdí s klíčovými střílnami.
V mnohokrát upravovaném interiéru tvrze se nedochovaly žádné hodnotné architektonické detaily, ale budova patří k význačným renesančním sídlům v jihozápadních Čechách.